# 해수백점충
해수백점충(海水白点蟲, Cryptocaryon irritans) 또는 해수백점병충(海水白点病蟲)은 섬모충류의 일종으로 물고기에게  백점병을 일으키는 병원충이다. 담수산 백점충(Ichthyophthirius multifiliis)과 구별하기 위하여 "크립토카리온 이리탄스"(Cryptocaryon irritans)로도 부른다.
물고기에 기생하여 성장하면, 시스트를 형성하여 숙주의 개체로부터 분열하게 된다. 수중 또는 모래 바닥에서 분열을 통해 증식하고, 다시 기생을 하는 사이클을 반복하는 것은 담수 백점충과 같다.
해수백점충은 25°C에서 30°C의 고온의 물을 좋아하기 때문에, 담수성 백점병의 대처법으로 대응하면 오히려 번식이 증가하는 위험성이 있다.

## 같이 보기
- 백점충 또는 담수백점충 (Ichthyophthirius multifiliis)